# Erythrocharax altipinnis
Erythrocharax altipinnis ist eine kleine Fischart aus der Salmlerfamilie Acestrorhamphidae. Sie ist bisher nur aus dem Rio Curuá, einem Nebenfluss des Rio Iriri im Südwesten des brasilianischen Bundesstaats Pará, bekannt und wurde erst 2013 erstmals wissenschaftlich beschrieben.

## Merkmale
Erythrocharax altipinnis erreicht eine Standardlänge von 2,6 Zentimeter und hat einen seitlich abgeflachten, langgestreckten Körper, dessen maximale Höhe knapp mehr als ein Drittel der Standardlänge beträgt. Das Maul ist endständig und mit distal abgeflachten Zähnen besetzt. Die Grundfärbung ist grau. Entlang der Seitenlinie verläuft vom Kiemendeckel bis zum Ende der mittleren Schwanzflossenstrahlen ein schwarzer Streifen. Die Fettflosse und der obere und untere Abschnitt der gegabelten Schwanzflosse sind rot. Der bei vielen Salmlern vorhandene Humerusfleck fehlt. Die ersten drei verzweigten Rückenflossenstrahlen sind bei den Männchen deutlich verlängert. Außerdem sind sie etwas dunkler, der dunkle Längsstreifen ist breiter und ihre Flossen sind intensiver gefärbt. Der distale Rand der Afterflosse ist bei den Männchen gerade, bei den Weibchen eingebuchtet.
- Flossenformel: Dorsale ii/9, Anale 20-22, Pectorale i/10-12, Ventrale i/6, Caudale 10/9.
- Schuppenformel: SL 31-33.

## Systematik

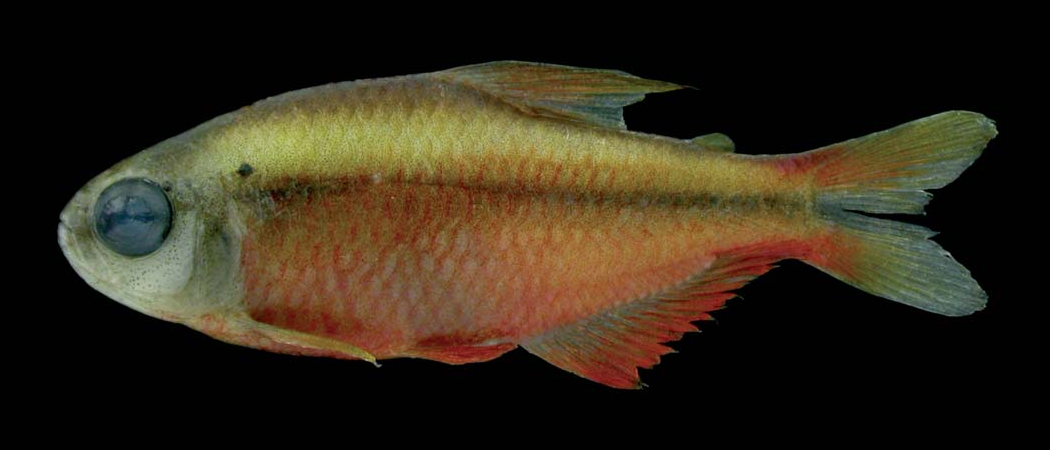
Hyphessobrycon notidanos (Feuchtpräparat)

Die Salmlerart wurde 2017 durch eine Gruppe lateinamerikanischer Zoologen erstbeschrieben und dabei in eine eigenständige, monotypische Gattung gestellt, da sie sich von allen anderen Salmlergattungen dadurch unterscheidet, dass die Beckenknochen durch die Ischiasfortsätze fest miteinander verbunden sind. Die Schwesterart von Erythrocharax altipinnis ist Hyphessobrycon notidanos. Die von beiden Arten gebildete Klade ist wiederum die Schwestergruppe einer Klade, zu der Phycocharax rasbora, Dinopterygium diodon und einige weitere Arten aus der nicht monophyletischen Gattung Hyphessobrycon gehören.
Das Art-Epitheton altipinnis bedeutet verlängerte Flosse und bezieht sich auf die verlängerten Rückenflossenstrahlen der Männchen, das Erythro im Gattungsnamen bedeutet rot und verweist auf die rote Färbung der Fettflosse und der Schwanzflosse.